# ريتشارد كامبرلاند
ريتشارد كامبرلاند (بالإنجليزية: Richard Cumberland)‏ (19 فبراير 1732، كامبريدج في المملكة المتحدة - 7 مايو 1811، لندن في المملكة المتحدة)؛ كاتب مسرحي، كاتب وروائي بريطاني.

## روابط خارجية
- ريتشارد كامبرلاند على موقع الموسوعة البريطانية (الإنجليزية)